# Il petrolio e la vita nuova
Il petrolio e la vita nuova è un programma televisivo in quattro puntate di 50 minuti ciascuna andate in onda su Rai 2 nel 1977. Si tratta di un reportage sul Medio Oriente realizzato in Arabia Saudita, Emirati Arabi, Kuwait, Qatar e Iran (incontro-intervista con lo Scià di Persia). Il documentario illustra società, economia e politica dei Paesi produttori di petrolio con il commento e la presenza in video di Alberto Moravia e Goffredo Parise.